# اولکسی پولیانسکی
اولکسی پولیانسکی (اوکراینی: Олексій Володимирович Полянський، انگلیسی: Oleksiy Polyanskiy؛ زادهٔ ۱۲ آوریل ۱۹۸۶) یک بازیکن فوتبال اهل اوکراین است.
از باشگاه‌هایی که در آن بازی کرده‌است می‌توان به متالورگ دونتسک، شاختار دونتسک و متالیست خارکوف اشاره کرد.